# Федерал-Дам (Міннесота)
Федерал-Дам (англ. Federal Dam) — місто (англ. city) в США, в окрузі Кесс штату Міннесота. Населення — 123 особи (2020).

## Географія
Федерал-Дам розташований за координатами 47°14′25″ пн. ш. 94°12′43″ зх. д. / 47.24028° пн. ш. 94.21194° зх. д. (47.240220, -94.211981).  За даними Бюро перепису населення США в 2010 році місто мало площу 5,87 км², з яких 5,83 км² — суходіл та 0,05 км² — водойми. В 2017 році площа становила 4,96 км², з яких 4,91 км² — суходіл та 0,05 км² — водойми.

## Демографія
Згідно з переписом 2010 року, у місті мешкало 110 осіб у 49 домогосподарствах у складі 26 родин. Густота населення становила 19 осіб/км².  Було 137 помешкань (23/км²).
Расовий склад населення:
| - 56,4 % — білих - 23,6 % — корінних американців |

До двох чи більше рас належало 20,0 %. Частка іспаномовних становила 0,0 % від усіх жителів.
За віковим діапазоном населення розподілялося таким чином: 23,6 % — особи молодші 18 років, 60,0 % — особи у віці 18—64 років, 16,4 % — особи у віці 65 років та старші. Медіана віку мешканця становила 48,0 року. На 100 осіб жіночої статі у місті припадало 100,0 чоловіків;  на 100 жінок у віці від 18 років та старших — 90,9 чоловіків також старших 18 років.
Середній дохід на одне домашнє господарство  становив 53 728 доларів США (медіана — 53 750), а середній дохід на одну сім'ю — 66 150 доларів (медіана — 60 000). За межею бідності перебувало 8,1 % осіб, у тому числі 0,0 % дітей у віці до 18 років та 12,5 % осіб у віці 65 років та старших.
Цивільне працевлаштоване населення становило 36 осіб. Основні галузі зайнятості: освіта, охорона здоров'я та соціальна допомога — 25,0 %, сільське господарство, лісництво, риболовля — 16,7 %, оптова торгівля — 8,3 %, публічна адміністрація — 8,3 %.